# Plano Estratégico de Fronteiras
O Plano Estratégico de Fronteiras (PEF) é um decreto do governo instituído pela presidente Dilma Rousseff em junho de 2011. Em novembro de 2016 foi revogado e substituído pelo Decreto nº 8.903, publicado no Diário Oficial da União (DOU).
No dia 8 de junho, no lançamento oficial, Dilma Rousseff discursou para uma plateia de  civis e militares. "O que queremos é fortalecer as regiões de fronteira, torná-las locais que não dêem guarida ao crime organizado", afirmou Dilma Rousseff.
Em dezembro de 2011, foi apresentado um balanço dos primeiros cinco meses do Plano Estratégico de Fronteiras. Na avaliação do então vice-presidente e coordenador do plano, Michel Temer, o resultado das operações de defesa foram positivos. Segundo informação do Ministério da Justiça, só a apreensão de drogas aumentou 14 vezes em comparação com os primeiros cinco meses de 2011. As operações do PEF acionaram 26 órgãos públicos federais e 12 ministérios. Às Forças Armadas, coube oferecer apoio logístico de defesa às operações das polícias Federal e Rodoviária Federal.
Na Copa das Confederações em 2013, o plano foi integrado à operações policiais. A ação integrada é feita periodicamente por meio da Operação Ágata, liderada pelo Ministério da Defesa, e pela Operação Sentinela, do Ministério da Justiça. A Ágata integra o PEF sob a coordenação do Ministério da Defesa e comando do Estado Maior Conjunto das Forças Armadas (EMCFA), e a execução cabe à Marinha, ao Exército e à Força Aérea Brasileira (FAB).
Até 2013, de acordo com Dilma, o Brasil firmou acordos com países como Colômbia, Peru e Bolívia para combater de forma mais eficiente o crime organizado na região.
O novo decreto estabeleceu novas linhas de atuação das Forças Armadas nos 16.886 quilômetros de fronteiras do Brasil com os dez países sul-americanos.